# تسيرينغ وانغمو دومبا
تسيرينغ وانغمو دومبا (بالإنجليزية: Tsering Wangmo Dhompa) (من مواليد عام 1969) هي أول شاعرة تبتية التبتي تكتب الشعر باللغة الإنجليزية. ترعرعت دومبا في الهند ونيبال. حصلت دومبا على البكالوريوس من كلية لادي سري سرام، جامعة دلهي. أكملت دومبا دراستها في جامعة ماساتشوستس في أمهرست وحصلت على درجة الماجستير في الكتابة الإبداعية من جامعة ولاية سان فرانسيسكو. تعمل دومبا الآن على الحصول على درجة الدكتوراه في الأدب في جامعة كاليفورنيا، سانتا كروز. ظهر كتابها الأول من قصائد الشعر للنور بعنوان قواعد البيت، الذي نشرته دار أبوغي للنشر Apogee Press في عام 2002، والذي ترشّح للدور النهائ
ي للجوائز الآسيوية الأمريكية الأدبية في عام 2003. تشمل كتبها الأخرى: أرز مثل طعم البحيرة (دار أبوغي للنشر Apogee Press 2011)، في كل يوم غائب (أيضًا من دار أبوغي للنشر Apogee Press)، وكتابان: في كتابة الأسماء (الشعراء والشعراء) والإيماءات المتكررة (دار تانغرام للنشر). كتبت دومبا أول قصة قصيرة لها في كتاب رسالة للحب. في عام 2013 ، نشرت دار بنغوين الهند أول كتاب طويل من تأليف تسيرينغ بعنوان «منزل في التبت»، والذي تقوم فيه بتسجيل رحلاتها المتعاقبة إلى التبت، وقدّمت تفاصيل إثنوغرافية عن التبتيين العاديين الذي يعيشون في التبت.

## مؤلفاتها

### كتب
- القادمة إلى التبت، دار شامبالا للنشر، 2016[7]
- منزل في التبت، داربنغوين الهند، دلهي 2013[8]
- أرز مثل طعم البحيرة (دار أبوغي للنشر Apogee Press 2011)[8]
- في كل يوم غائب (من دار أبوغي للنشر Apogee Press)[9]
- قواعد البيت، دار أبوغي للنشر Apogee Press في عام 2002.
- الإيماءات المتكررة، دار تانغرام للنشر.
- في كتابة الأسماء، الشعر والشعراء، 2000.

### المختارات
- أصوات معاصرة من العالم الشرقي: مختارات من قصائد، تحرير تينا تشانغ، ناتالي حنضل، ورافي شانكار. دار دابليو دابليو نورتون وشركاه للنشر2007.
- مقتطفات من الحكمة البوذية في أمريكا الشمالية. أندرو شيلينج، منشورات الحكمة 2005 صفحة 41-51.
- صوت آخر: الأدب الإنجليزي من نيبال. ديباك ثابا وكيسانغ سيتين، ومارتن تشوتاري 2002.

### مقالات
- رسالة للحب، مجلة القافلة، المجلد. 2 ، العدد 08 (أغسطس 2010).[10]
- «بعد الزلزال» ، 29 أبريل 2010.[11]
- الحنين إلى الماضي في الكتابة التبتية المعاصرة.[12]

## روابط خارجية
- 12 or 20 questions: Tsering Wangmo Dhompa (Interview)
- Of Exile and Writing: An Interview with the Tibetan Poet Tsering Wangmo Dhompa
- "Fourteen Hills Interview"